# Medal Janosika
Medal Janosika (czes. Jánošíkova medaile) – czechosłowackie odznaczenie wojskowe za okres II wojny światowej.

## Historia
Odznaczenie zostało ustanowione dekretem nr 154/1946 z dnia 14 czerwca 1946 roku w celu nagrodzenia partyzantów w rozumieniu §  1 ustawy nr 34/1946, walczących o wyzwolenie Czechosłowacji.
Medal ma jeden stopień i był nadawany jednorazowo. Medal był nadawany na wniosek Ministra Obrony Narodowej przez Prezydenta Republik, prezydent mógł upoważnić Ministra Obrony Narodowej i Naczelnego Dowódcę do nadawania medalu w jego imieniu.

### Zasady nadawania
Medal został ustanowiony dla nagrodzenia osób walczących w oddziałach partyzanckich na terenie Czechosłowacji, które wyróżniły się w walkach lub w organizacji oddziałów walczących. Medal nadawany był obywatelom czechosłowackim, jak również cudzoziemcom walczącym w oddziałach na terenie Czechosłowacji, przy czym medalem mogli być również nagrodzeni obywatele czechosłowaccy walczący w oddziałach partyzanckich poza granicami Czechosłowacji.
Dekretem nr 40/1949 ustanowiono, że medal ten może być również nadawany zbiorowościom, jednostkom wojskowym, miejscowościom i organizacjom, o ile uczestniczyły one lub wspomagały w walkach oddziały partyzanckie na terenie Czechosłowacji.

### Opis odznaki
Odznakę odznaczenia stanowi okrągły medal o średnicy 35 mm. Na awersie w centralnej części znajduje się sylwetka słowackiego zbójnika Janosika stojącego na skale i opartego o karabin. Wzdłuż obwodu znajduje się napis „VOL´ RADŠEJ NEBYŤ – AKO BYŤ OTROKOM” (pol. „Lepiej nie być – niż być niewolnikiem”).
Na rewersie w centralnej części znajduje się napis „ZA – ODVAHU – V PARTYZÁNSKÝCH – BOJÍCH – ČECHU A SLOVAKU – 1939–1945” (pol. „Za odwagę w partyzanckich walkach Czech i Słowacji 1939–1945”). Pod tym napisem gałązka wawrzynu.
Medal zawieszony jest na wstążce o szerokości 40 mm, koloru ciemnozielonego; w środkowej części znajduje się pasek o szer. 5 mm w kolorze czerwonym.